# Club Atlético Ciclón
Club Atlético Ciclón is een Boliviaanse voetbalclub uit de stad Tarija, die ook wel bekend is als Ciclón de Tarija.
De club werd opgericht op 21 september 1951 en speelde van 1985 tot 1995 in de hoogste afdeling van het Boliviaanse voetbal, de Liga de Fútbol Profesional Boliviano.

## Bekende (oud-)spelers
Always Ready ·
Atlético Palmaflor ·
Aurora · 
Blooming · 
Bolívar · 
Guabirá · 
Independiente Petrolero · 
Jorge Wilstermann · 
Libertad Gran Mamoré · 
Nacional Potosí · 
Oriente Petrolero · 
Real Santa Cruz · 
Real Tomayapo · 
Royal Pari ·  
The Strongest · 
Universitario de Vinto · 
Vaca Díez ·